# Americký vodopád (Niagarské vodopády)

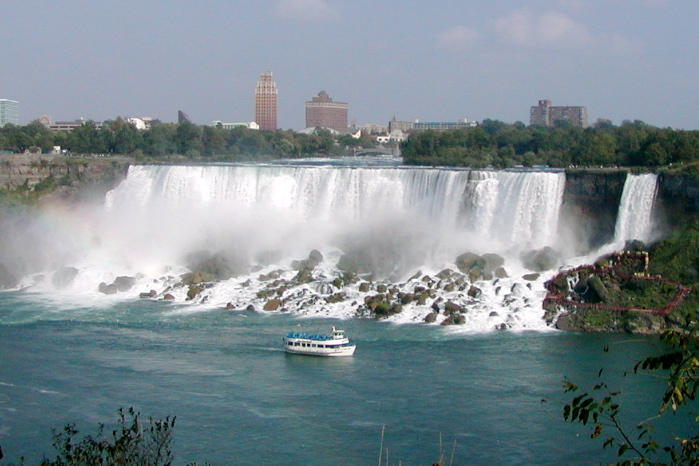
Americký vodopád pohled z kanadské strany

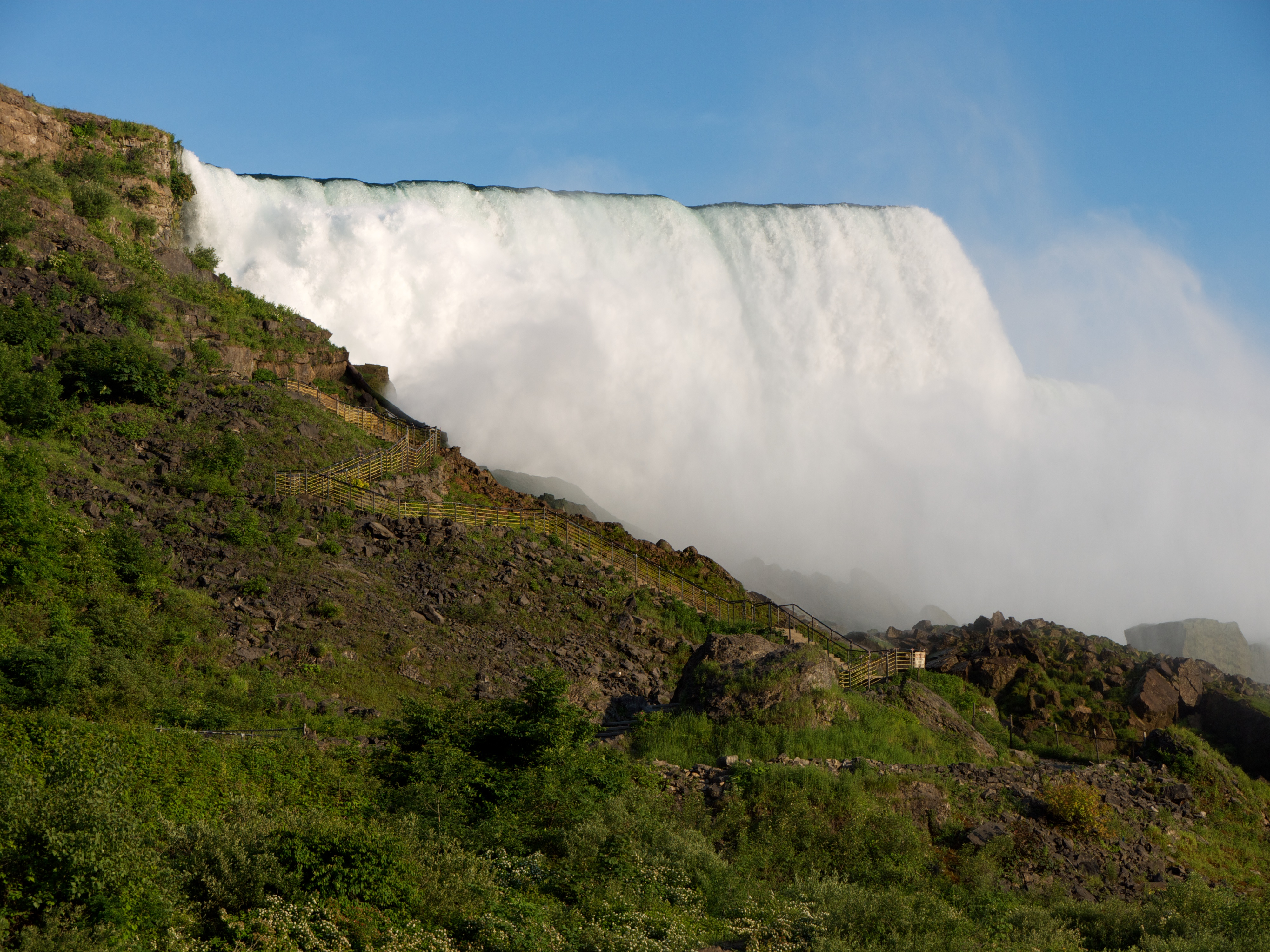
Americký vodopád pohled z boku

Americký vodopád anglicky American Falls je co do velikosti prostřední z trojice vodopádů, jež dohromady tvoří Niagarské vodopády. Nachází se na americkém břehu řeky Niagary ve státě New York. Od vedlejšího vodopádu Nevěstin závoj ho odděluje neobydlený ostrůvek Luna, od nejznámějšího vodopádu Podkova jej dále dělí již zmíněný Nevěstin závoj a rovněž neobydlený Kozí ostrov (Goat Island). 

## Popis
Vodopád obrácený k severozápadu je v koruně široký 250 m. Jelikož je ostrov Luna velmi malý, mají Americký vodopád i sousední Nevěstin závoj podobný vzhled. Oba začínají 24metrovým kolmým vodopádem, načež se voda tříští o osypové balvany, přes něž po 31 metrech dosáhne řeky. Celková výška vertikálního pádu tak činí 55 m.

Na vodopád připadá asi 10 % vody řeky Niagary, převážná část zbývajícího množství vody proteče vodopádem Podkova. Hloubka vody na hraně vodopádu je asi 0,61 m.
Z americké strany si lze vodopád prohlédnout pouze z boku, a sice z vyhlídkové věže v parku Prospect Point, jen několik metrů od vodopádu, či z ostrovů Luna a Goat, kam se lze dostat po mostě pro pěší proti proudu řeky nad vodopádem. Lepší výhled pak nabízí Duhový most spojující USA s Kanadou. Čelní pohled na vodopád je možný pouze z kanadského břehu. 

## Zajímavost
Rozeklaná hrana vodopádu, jež vzdáleně připomíná písmeno W, je výsledkem odpadávání velkých kusů skály, jež způsobilo nahromadění osypových balvanů u jeho paty. K poslednímu významnému pádu došlo v roce 1954, kdy se zřítila pozorovací věž Prospect Point. 

Od června do listopadu 1969 přehradili příslušníci ženijních jednotek U.S. Army Corps of Engineers tok řeky Niagary nad Americkým vodopádem a Nevěstiným závojem, aby mohl být uskutečněn průzkum, zda by se mohlo zabránit dalším pádům kamene, aby se z vodopádu v budoucnu nestaly pouhé peřeje. K tomu mělo sloužit i odtěžení kamene od paty vodopádu, čímž by se zvětšila výška kolmého sloupce padající vody. Nicméně v polovině 70. let padlo rozhodnutí ponechat vše na přírodě. Svoji roli zde bezesporu sehrála i skutečnost, že celá operace by byla neúměrně nákladná.